# Antonio Marcegaglia
Antonio Marcegaglia (n. 12 decembrie 1963, Mantova) este un antreprenor italian, Președintele Consiliului de administrație și CEO al grupului industrial cu același nume.